# Durowo (jezioro)
Durowo – jezioro w woj. wielkopolskim, w pow. wągrowieckim, w Wągrowcu, leżące na terenie Pojezierza Gnieźnieńskiego.

## Charakterystyka
Jest to jezioro rynnowe. Poprzez Strugę Gołaniecką akwen połączony jest z jeziorem Kobyleckim.
Na wschodnim brzegu jezioro znajduje się promenada i kąpielisko miejskie, na brzegu zachodnim znajdują się m.in. przystań żeglarska LKS „Neptun” i ośrodek rehabilitacyjno-wypoczynkowy „Wielspin”.

## Hydronimia
Według urzędowego spisu opracowanego przez Komisję Nazw Miejscowości i Obiektów Fizjograficznych (KNMiOF) opublikowanego przez Główny Urząd Geodezji i Kartografii (GUGiK) i udostępnionego na stronach Komisja Standaryzacji Nazw Geograficznych (KSNG) nazwa tego jeziora to Durowo. W różnych publikacjach i na mapach topograficznych jezioro to występuje pod nazwą Jezioro Durowskie.

## Morfometria
Powierzchnia zwierciadła wody według różnych źródeł wynosi od 140,0 ha przez 143,7 ha do 160,89 ha.
Zwierciadło wody położone jest na wysokości 78,1 m n.p.m.. Średnia głębokość jeziora wynosi 7,9 m, natomiast głębokość maksymalna 14,6 m.
W oparciu o badania przeprowadzone w 2001 roku wody jeziora zaliczono do wód pozaklasowych i III kategorii podatności na degradację. W roku 2006 jezioro zaliczono do III klasy czystości i III kategorii podatności na degradację.